# Албрехт фон Анхалт
Албрехт фон Анхалт (на немски: Albrecht von Anhalt; * 24 юни 1735 в рицарския чифлик Клекевиц; † 26 август 1802 в Десау) е граф на Анхалт и пруски генерал-майор.

## Биография
Той е син на наследствения княз Вилхелм Густав фон Анхалт-Десау (1699 – 1737), родоначалник на „графовете на Анхалт“, пруски генерал-лейтенант, и съпругата му графиня Йохана София Хере (1706 – 1795) от богата търговска и аптекарска фамилия. Внук е на княз Леополд I фон Анхалт-Десау (1676 – 1747) и Анна Луиза Фьозе (1677 – 1754), имперска княгиня от 1701 г. Родителите му са женени морганатически и едва чрез смъртта на баща му децата му са признати с името „фон Анхалт“. Майка му и нейните деца са издигнати от император Франц I на 19 септември 1749 г. на „имперски графове фон Анхалт“.
Албрехт фон Анхалт е кратко на служба в Хесен-Касел, на 31 юли 1752 г. е лейтенант в пехотен полк „фон Бредов“ на пруската войска. Той е ранен в битката при Кунерсдорф на 12 август 1759 г. На 13 юни 1765 г. той става капитан и шеф на компания. Като майор той се бие в похода 1778/1779 г. и за заслугите си е награден на 3 октомври 1778 г. с ордена „Pour le Mérite“. Крал Фридрих II отказва да го повиши. След това той се пише болен и напуска войската.
Едва на 23 май 1788 г., след множество молби от крал Фридрих Вилхелм II, той е отново в пруската войска като полковник-лейтенант и шеф на княжеския батальон „фон Бер“. През 1789 г. той става полковник и 1794 г. генерал-майор. През 1795 г. той получава пруския пехотен полк „фон Фафрат“. През 1800 г. той напуска с пенсия от 1000 талера. Молбата му да получи титлата като генерал-лейтенант е отказана от крал Фридрих Вилхелм III.

## Фамилия
Албрехт фон Анхалт се жени на 24 юни 1764 г. за София Луиза Хенриета фон Ведел (* 27 март 1750, Айленщет; † 2 юли 1773, Халберщат), дъщеря на Кристиан Хайнрих фон Ведел (* 1724) и съпругата му Анна Луиза Филипина, род. фон Пройс (* 1728). Те имат децата:
- Фридерика Фернандина Вилхелмина (* 17 юни 1765; † 1 юни 1767)
- Фридрих Хайнрих Леополд Албрехт (* 6 август 1766; † сл. 1810), саксонски и пруски офицер
- Луиза Каролина Казимира София (* 30 септември 1767, Халберщат; † 4 април 1842, Потсдам), омъжена на 20 май 1787 г. в Десау за граф Франц фон Валдерзе (1763 – 1823), извънбрачен син на княз и херцог Леополд III фон Анхалт-Десау
- Фридрих Хайнрих Вилхелм (* 31 юли 1769; † 25 февруари 1792), горски реферандар
- Август Густав (* 19 февруари 1772; † 3 януари 1823, Елбинг), пруски офицер